# روان كراذرز
روان كراذرز (بالإنجليزية: Rowan Crothers) (مواليد 24 أكتوبر 1997) هو سبّاح أسترالي، مثّل بلاده في ألعاب الكومنولث 2014.

## روابط خارجية
روان كراذرز على موقع الاتحاد الأسترالي للسباحة (مؤرشف)  (الإنجليزية)
- روان كراذرز على موقع Paralympic.org (الإنجليزية)
- روان كراذرز على موقع IPC.InfostradaSports.com (مؤرشف) (الإنجليزية)
- روان كراذرز على موقع اللجنة البارالمبية الأسترالية (الإنجليزية)
- روان كراذرز على موقع اتحاد ألعاب الكومنولث (مؤرشف) (الإنجليزية)
- روان كراذرز على موقع دورة ألعاب الكومنولث 2014 (مؤرشف) (الإنجليزية)